# Hoplitis laminifera
Hoplitis laminifera is een vliesvleugelig insect uit de familie Megachilidae. De wetenschappelijke naam van de soort is voor het eerst geldig gepubliceerd in 1960 door Popov.